# Горгофона
Горгофона — донька Персея та Андромеди.
Від першого шлюбу народила Левкіппа і Афарея, від другого (з Ойбалом) — Гіппокоонта, Тиндарея і Ікарія.